# Chant XVII du Paradis
Le Chant XVII du Paradis est le dix-septième chant du Paradis de La  Divine Comédie du poète florentin Dante Alighieri. Il se déroule dans le ciel de Mars où résident esprits combattants et mourant pour la foi ; nous sommes dans la soirée du 13 avril 1300 ou du 30 mars 1300.
Ce Chant, ainsi que les précédents (XV et XVI), fait partie d'un triptyque dans lequel Dante rencontre son trisaïeul Cacciaguida et s'entretient longuement avec lui de la décadence de Florence et de sa mission future.

## Thèmes et contenus

### Doutes de Dante: versets 1-30
Ayant terminé le discours de Cacciaguida dans le Chant précédent, de nouveaux doutes surgissent en Dante, qu'il n'ose pas exprimer, se sentant dans son âme comme Phaéton, dont la fin tragique fut causée par son désir d'avoir la confirmation qu'il était le fils d'Apollon. Mais, sous l'impulsion de Béatrice (qui sait déjà ce qu'il veut dire, tout comme Cacciaguida, mais qui veut le pousser à exprimer ses désirs), le poète demande une explication aux nombreuses et vagues prophéties qu'il a entendues, alors qu'il voyage avec Virgile à travers l'Enfer et le Purgatoire.

### Réponse de Cacciaguida: Prophétie de l'Exil de Dante: versets 31-99
Son ancêtre lui répond alors clairement, en commençant son discours par une digression sur la prescience divine. Cette réflexion est importante, car dans ces vers, le poète aborde une question théologique très débattue à son époque, qui opposait les thomistes, partisans de la liberté de l'homme, aux augustiniens, qui croyaient plutôt à une forme de prédestination : le problème, c'est-à-dire la conciliation de la prescience divine (c'est-à-dire la connaissance par Dieu de tous les événements, même futurs) et du libre arbitre humain ; si en effet Dieu, dans son omniscience, sait tout ce qui va arriver, comment peut-on penser que l'homme soit réellement libre dans ses choix et ses actions ? Dante avait déjà partiellement abordé ce problème dans le Chant XVI du Purgatoire, où Marco Lombardo (it) avait défini l'homme comme un être doué de raison et donc responsable de ses choix. Il résout ici la question par une métaphore : un homme qui observe depuis le sol la manœuvre d'un navire ne rend pas ce mouvement nécessaire, ne le conditionne pas. Cela peut également être considéré comme une preuve supplémentaire de l'autorité sur laquelle Dante s'appuie, à savoir la doctrine de saint Thomas d'Aquin.
Commence alors la prophétie sur l'avenir du poète, qui prend son point de départ dans une autre comparaison : de même qu'Hippolyte a dû quitter Athènes, bien qu'innocent, à cause de sa marâtre Phèdre, de même, il sera exilé de Florence à cause de la Curie romaine, où l'on marchande chaque jour le Christ (notons que Dante n'accuse pas tant ses adversaires politiques que les Florentins présents à Rome et en particulier le pape de l'époque Boniface VIII). Deux tercets intenses décrivent l'angoisse de ceux qui doivent manger le pain des autres, de ceux qui doivent monter et descendre les escaliers de maisons étranges et surtout de la compagnie avec laquelle Dante se retrouvera au début de son exil, celle des Guelfes blancs exilés, mauvais et divisés, dont il s'éloignera sans participer à leur tentative infructueuse de retour à Florence avec la bataille de Lastra.
Dans son malheur, cependant, il rencontrera aussi des personnages positifs : la famille des seigneurs de Vérone est ici louée, en particulier Bartolomeo I della Scala, que Dante appelle « le grand Lombardo » (versets 70-71) et surtout Cangrande della Scala, qui n'a que neuf ans à l'époque, mais dont les œuvres influencées par Mars (c'est-à-dire les œuvres militaires) seront dignes d'une grande renommée, avant même que Clément V ne fasse appel à Arrigo VII venu en Italie en 1310-1313, accompagné des grands espoirs de Dante. L'éloge de Cangrande, à qui, entre autres, le Paradis sera également dédié est tellement accentué que certains critiques ont spéculé, sans réel fondement, qu'il s'agit du personnage préfiguré par Dante dans le Vautre du Chant I de l'Enfer. Cacciaguida fait ensuite aussi d'autres prophéties, que le poète ne rapporte pas car elles seraient considérées comme trop incroyables.

### La Mission de Dante: versets 100-142
Ici commence un autre point important de la Divine Comédie, que Dante introduit en exprimant de nouveaux doutes à l'intention de son arrière-arrière-grand-père : il exprime sa crainte des répercussions du témoignage qu'il apportera avec son poème, mais aussi de perdre sa renommée auprès de la postérité s'il garde par prudence le silence. Avec les paroles de Cacciaguida, Dante réitère le caractère providentiel et sacré de son voyage ; en effet, Cacciaguida l'exhorte à ne pas se taire, mais à élever haut son « cri » (verset 133 : noter la référence à la Bible, dans laquelle Jean le Baptiste « crie dans le désert »), qui, comme le vent, frappera les plus hauts sommets, c'est-à-dire les personnages les plus en vue : en revanche, seuls ceux qui ont mauvaise conscience  se sentiront affectés, tandis que pour les autres, l'œuvre, une fois « digérée », c'est-à-dire méditée et assimilée, constituera une « nourriture vitale ».

## Analyse
Le « doute » est la méthode choisie par Dante pour mettre en évidence de façon claire le sens et la fonction qu'il attribue à sa propre œuvre en relation étroite avec sa vicissitude personnelle d'exilé. Cacciaguida explique les raisons de la condamnation, illustre les expériences des premiers jours de l'exil, la fière séparation pour lui-même, jusqu'à l'accueil parfois généreux (Bartolomeo I della Scala) ou parfois humiliant :

« Tu expérimenteras le goût de la salinité

Le pain des autres, et combien c'est difficile

pour descendre et monter les escaliers des autres. »

De ce récit, sous la forme chère à Dante de la « prophétie post eventum », émerge la figure austère du poète qui, exclu de toute possibilité d'intervenir dans les événements politiques concrets, mais revêtu de la dignité « super partes »  en raison de sa condition d'exilé, est appelé à être un témoin de la vérité. Le fait de douter de l'opportunité d'un message poétique sévère et malvenu pour les puissants, conduit Cacciaguida à consacrer l'œuvre du poète comme un clin d'œil vital pour ceux qui le lisent.
Cette signification hautement morale de la Commedia ne serait pas comprise si Dante n'était pas certain que le repentir est possible pour l'humanité égarée. La prophétie du changement est confirmée par saint Pierre dans le Chant XXVII (versets 142-148) et même dans ce contexte la tâche de Dante sera sévèrement réaffirmée (e non asconder quel ch'io non ascondo versets 64-66). Mais Cacciaguida lui-même prononce un préambule solennel (versets 37-45) destiné à consacrer les déclarations ultérieures sous le sceau de la vérité qui procède de Dieu.